# Heinrich Gerber
Pour les articles homonymes, voir Gerber.
Heinrich Gerber, né le 18 novembre 1832 à Hof-sur-Saale et mort le 3 janvier 1912 à Munich, est un ingénieur civil et inventeur allemand. Il a donné son nom à la « gerberette ».

## Biographie

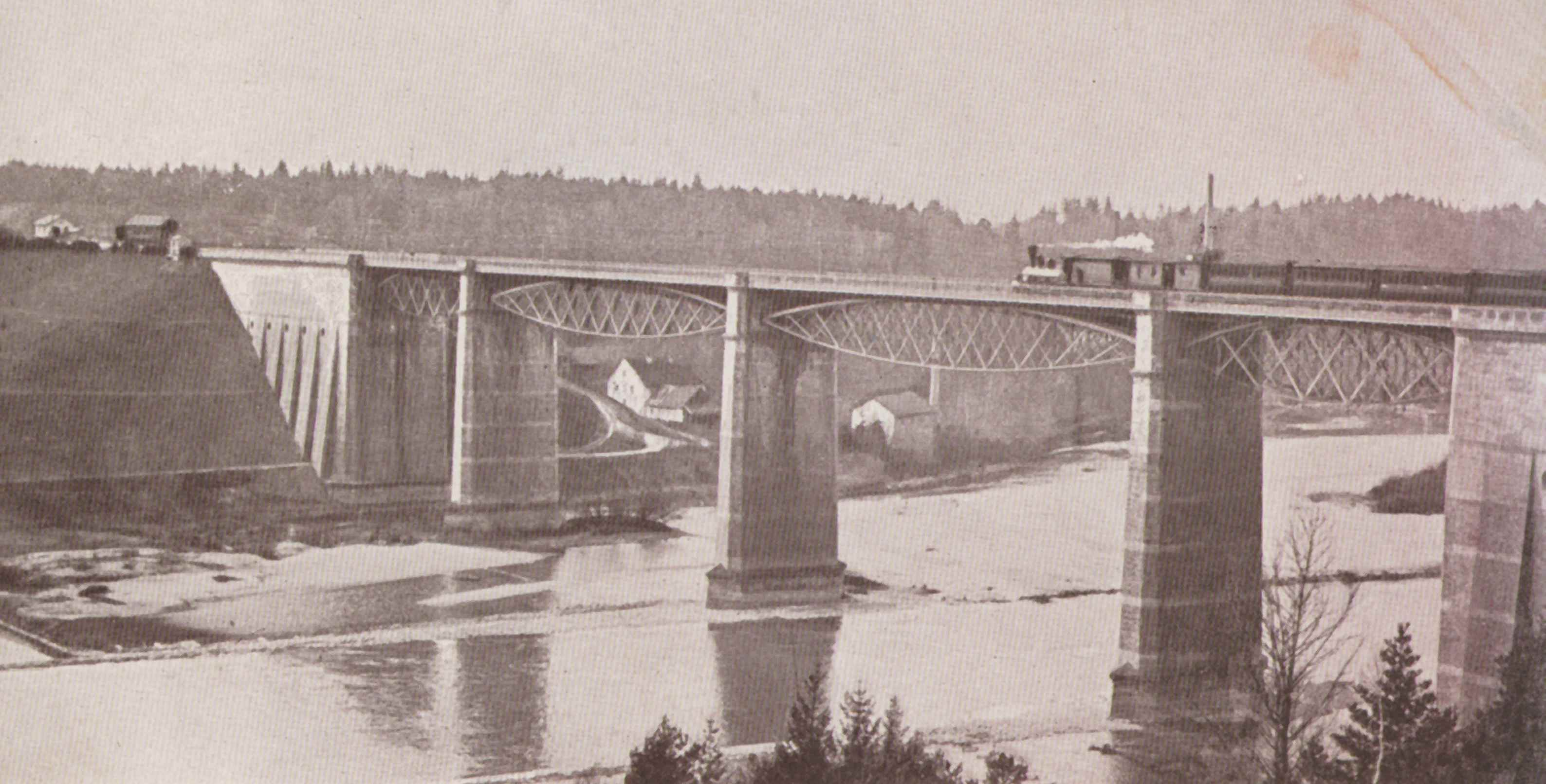
Großhesseloher Brücke.

Heinrich Gerber a été élève de l'école professionnelle de Hof puis de l'Institut de technologie Simon Ohm de Nuremberg (de) en 1847 et le l'École polytechnique de Munich entre 1849 et 1852. En 1852 il entre dans le Service des Travaux publics du Royaume de Bavière. Il est chargé de la construction de la voie ferrée Neuenmarkt-Bayreuth. En 1854 il participe au dimensionnement et à la construction du Großhesseloher Brücke (de) sur l'Isar avec l'ingénieur Friedrich August von Pauli qui conçoit les poutres et Luwig Werder directeur de l'entreprise Maschinenfabrik Klett & Co de Nuremberg. Le pont est achevé en 1857.

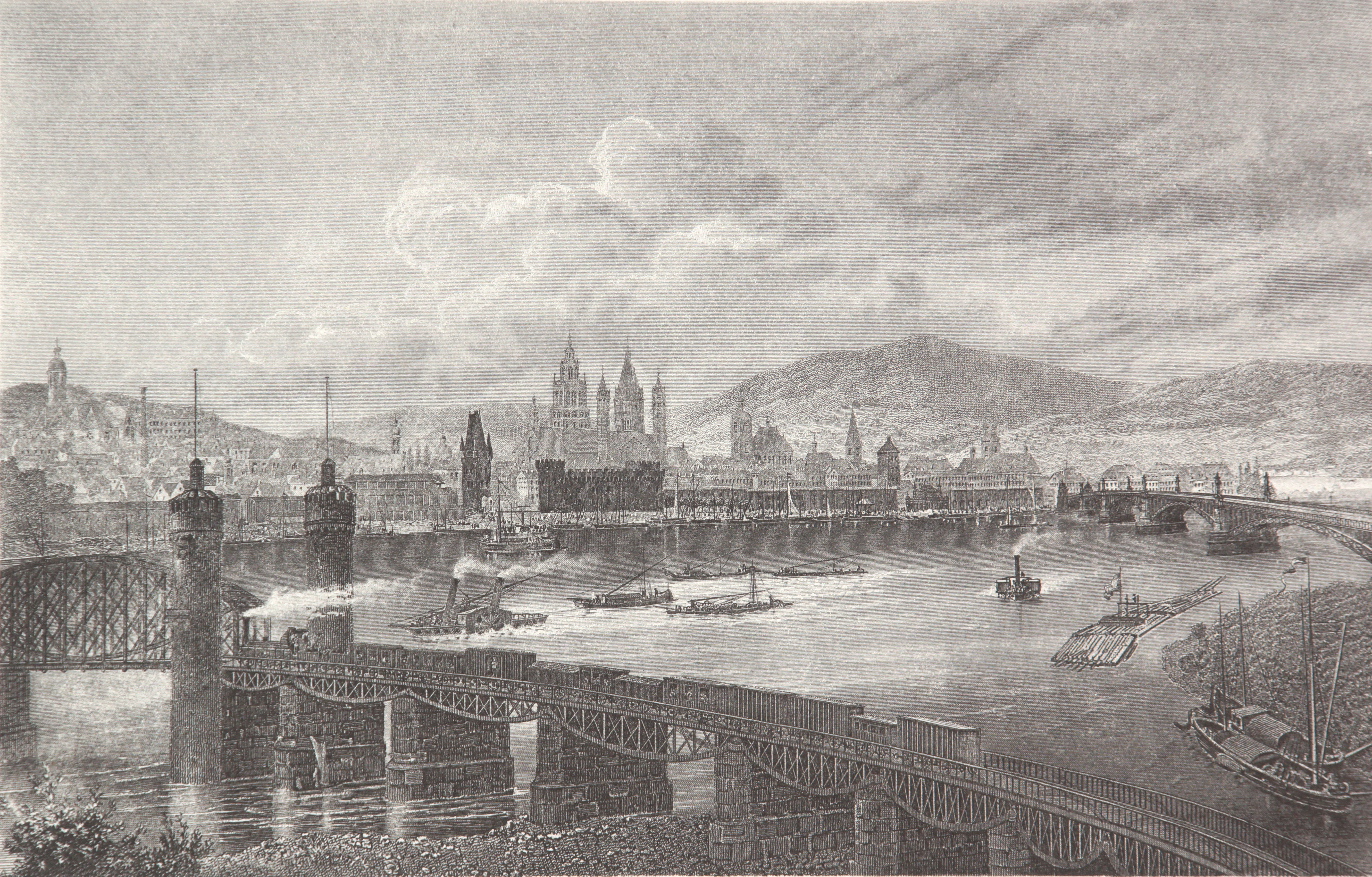
Südbrücke, pont ferroviaire de Mayence

En 1858, il quitte le service public pour entrer dans l'entreprise Klett & Co, qui est devenue ultérieurement la société Maschinenbau-Actiengesellschaft Nürnberg (MAN), où il est nommé directeur pour les structures métalliques. En 1859 l'entreprise obtient le contrat pour construire un pont sur le Rhin près de Mayence, le Südbrücke (en). La structure est préparée dans un atelier temporaire près de Gustavsburg. Sa famille s'y est installé en 1860 dans la Maison Gerber (Gerber-Haus). le pont a d'abord été construit à une seule voie entre 1860 et 1863. Quand il a été décidé de doubler la voie, il a construit le doublement en 1868 et 1871. Le pont sur le Rhin comporte quatre travées avec des poutres du système Pauli auxquelles est suspendue la voie ferrée. L'atelier temporaire a été conservé pour servir d'annexe locale à l'entreprise Klett. Cet atelier a été géré par Gerber comme une filiale provisoirement indépendante sous le nom de Suddeutsche Brückenbau AG. En 1866 il a construit le Marienbrücke au château de Neuschwanstein

Schéma du pont routier sur le Main à Haßfurt.

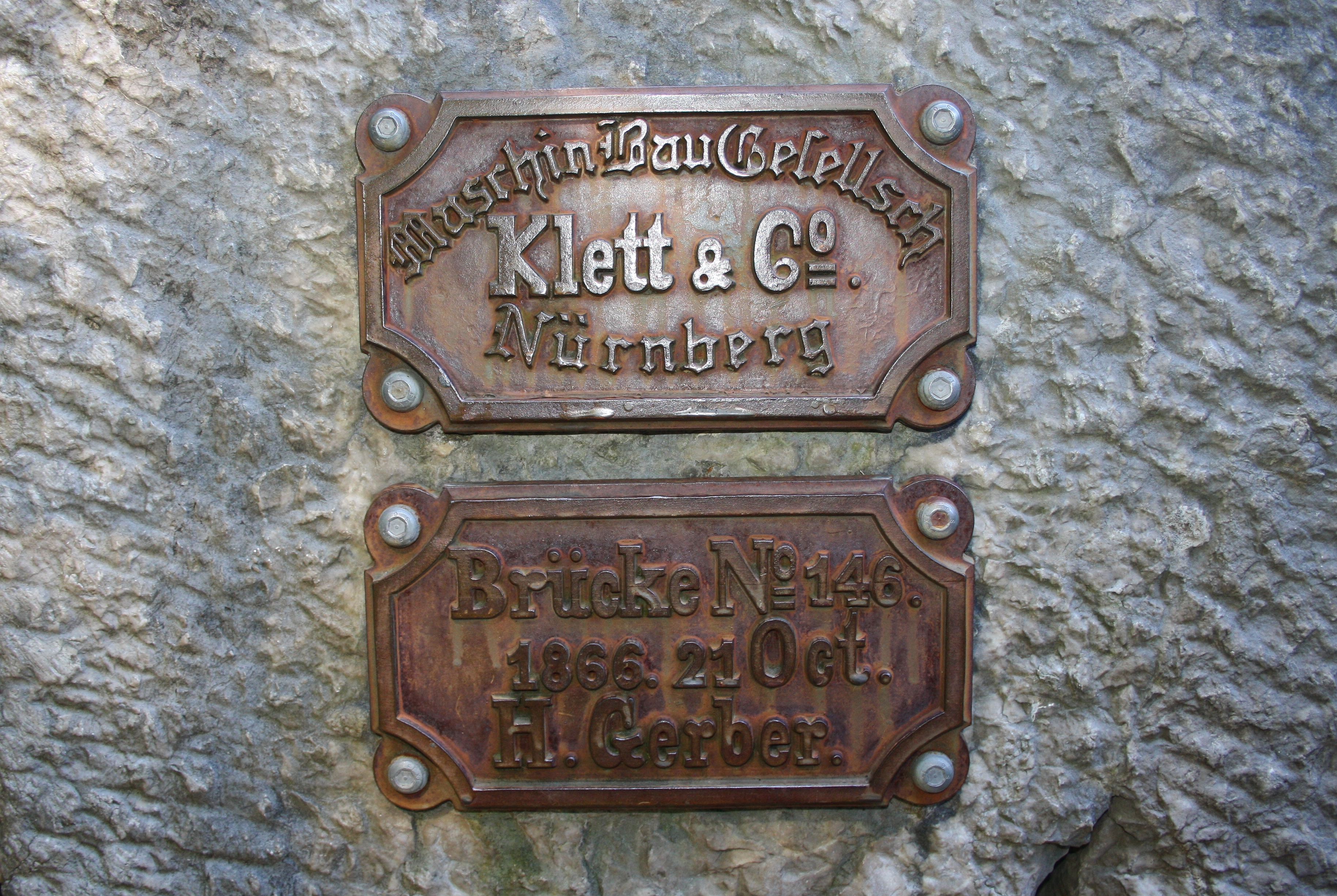
Plaque de constructeur sur le Marienbrücke au château de Neuschwanstein conçu par H. Gerber en 1866.

Le 6 décembre 1866, il obtient un brevet pour une poutre à points d'appui libres pour un tablier continu. Il a démontré la faisabilité de cette solution avec la construction du pont routier sur le Main à Haßfurt, en 1867. Il construit aussi un pont sur la Regnitz à Bamberg Pour permettre à la structure de résister en cas de tassement d'un des appuis, il a prévu des articulations dans une travée sur deux à la position des points où le moment de flexion sous poids propre est nul. L'ouvrage a une forme originale à trois travées en treillis métallique. Les articulations sont prévues dans la travée centrale. La forme a été dessinée pour obtenir une résistance égale tout le long de l'ouvrage. La partie centrale entre les articulations est conçue comme une poutre Pauli. Ce type de poutre à treillis a pris le nom de poutre Gerber, constituant le premier pont cantilever moderne.
Après avoir construit le pont pour la seconde voie de chemin de fer du Südbrücke  au-dessus du Rhin dans l'atelier de Gustavburg entre 1868 et 1871, il s'installe à Munich où il dirige la société Süddeutschen Brückenbau-Aktiengesellschaft qui s'est créée après la transformation de la société MAN, en 1873. En 1884 Süddeutsche Brückenbau AG a fusionné avec la société MAN.
Heinrich Gerber a participé à la construction d'environ 600 ponts.

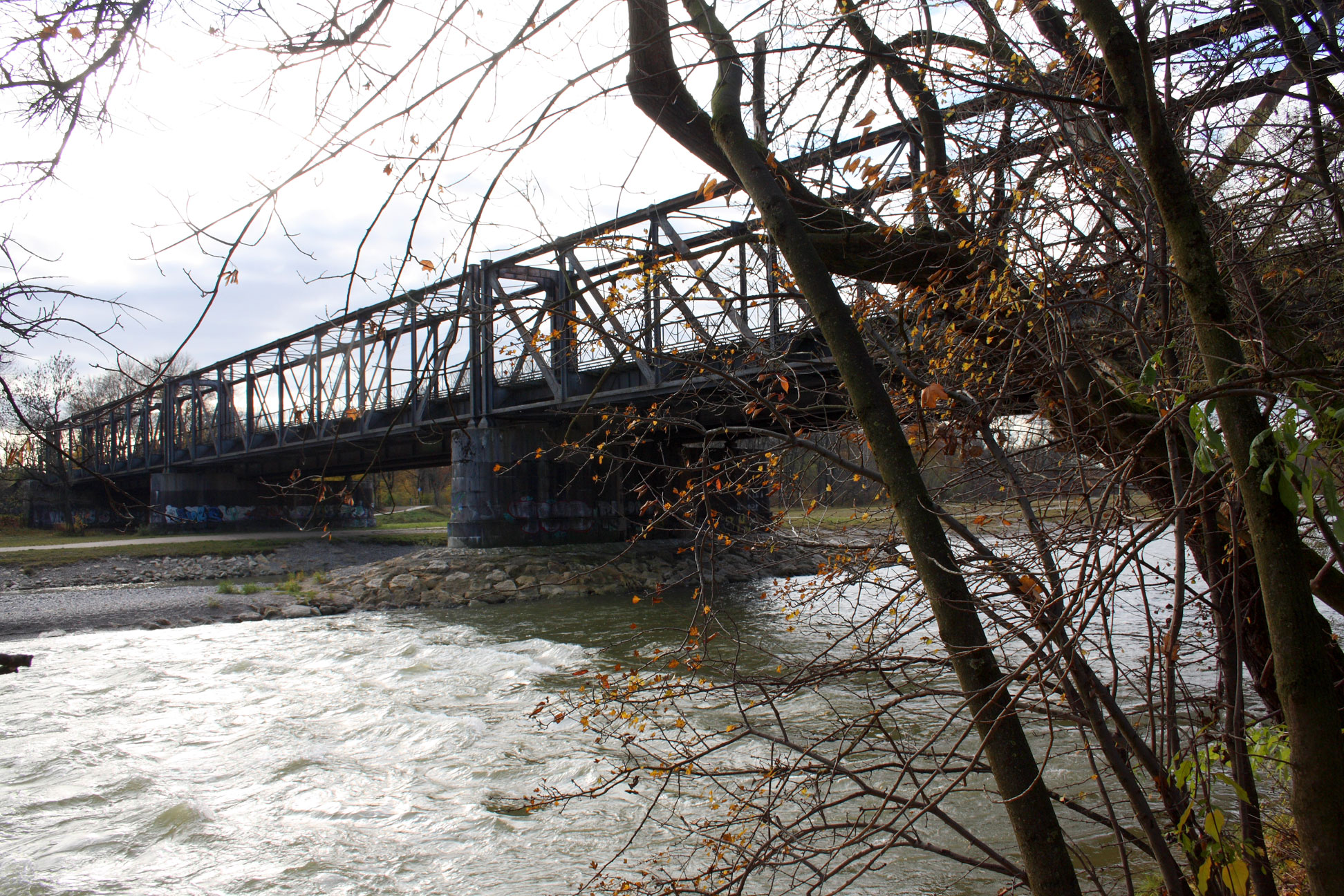
Pont ferroviaire de Braunau sur l'Isar à Munich.

Il a réalisé le pont routier sur le Danube à Vilshofen an der Donau, en 1872.
Parmi les ponts ferroviaires en treillis qu'il a construits :
- pont à membrures parallèles sur le Danube près d'Ingolstadt, en 1869,
- pont de Braunau sur l'Isar à Munich, en 1871,
- pont près de Poikam sur le Danube, en 1873,
- pont sur le Main près de Wörth am Main en 1876,

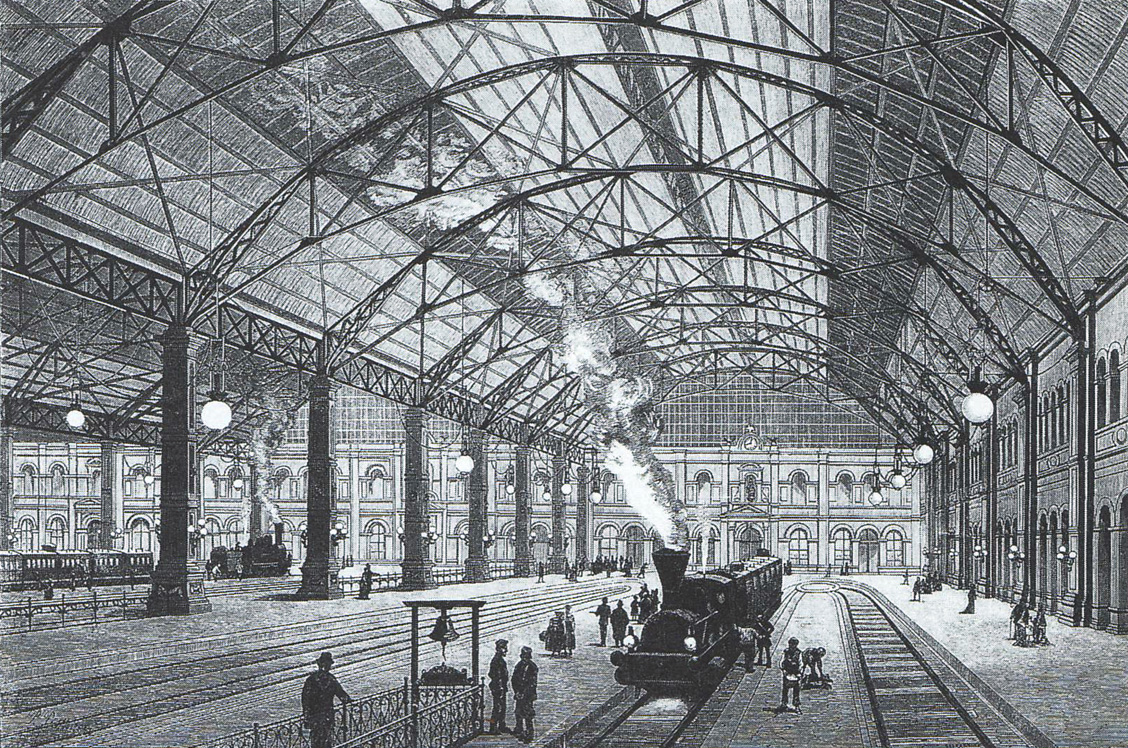
Halle de la gare de Munich

Il a aussi construit les halles des gares de Zurich, en 1867-1868, de Munich, en 1879-1882, et de Mayence en 1883.

## Publications
- Das Paulische Trägersystem und seine Anwendung auf Brückenbauten,Fr. Campe & Sohn, Nürnberg, 1859
- Die Isarbrücke bei Großhesselohe. Allgemeine Bauzeitung, Föster, Wien, 1859